# Ці Гуанпу
Ці Гуанпу (20 жовтня 1990 , Повіт Пей, Цзянсу ) — китайський фристайліст, срібний призер 2022 року в лижній акробатиці у змішаній команді, чемпіон світу.

## Спортивні результати

### Олімпійські ігри
| Рік  | Місто                     | Акробатика | Змішана команда |
| ---- | ------------------------- | ---------- | --------------- |
| 2010 | Ванкувер, Канада          | 7          | Н/Д             |
| 2014 | Сочі, Росія               | 4          | Н/Д             |
| 2018 | Пхьончхан, Південна Корея | 7          | Н/Д             |
| 2022 | Пекін, Китай              | 1          | 2               |

### Чемпіонат світу
| Рік  | Місто                  | Акробатика | Змішана команда |
| ---- | ---------------------- | ---------- | --------------- |
| 2009 | Інавасіро, Японія      | 11         | Н/Д             |
| 2011 | Дір-Веллі, США         | 2          | Н/Д             |
| 2013 | Восс, Норвегія         | 1          | Н/Д             |
| 2015 | Крайшберг, Австрія     | 1          | Н/Д             |
| 2017 | Сьєрра-Невада, Іспанія | 2          | Н/Д             |